# 負けないあなたが好き
「負けないあなたが好き」（まけないあなたがすき）は、日本の女優・歌手、菅野美穂の楽曲で、3枚目のシングルである。1996年6月21日にビクターエンタテインメントから発売された。
1995年6月のセカンド・シングル「太陽が好き!」から1年後のシングルであり、同年8月にファースト・アルバム『HAPPY ICECREAM』をリリースした後の最初のシングルである。今作は、初の連続ドラマ主演となる『イグアナの娘』が放送されていた時期にリリースされた。作詞・作曲・編曲はPIPELINE PROJECTで、PIPELINE PROJECT名義では最初の作品である。カップリング「夜明けのStraycats」は、菅野本人の作詞による。
次作は10月リリースの「あの娘じゃない」。2015年に菅野の初のベスト・アルバム『ゴールデン☆ベスト 菅野美穂』がリリースされ、表題曲・カップリングともにはじめてアルバムに収録された。アルバムの音楽配信によって、これらの楽曲も配信でリリースされた。

## 収録曲
1. 「負けないあなたが好き」（作詞・作曲・編曲: PIPELINE PROJECT） – 4:11 [1]
2. 「夜明けのStraycats」（作詞: 菅野美穂、作曲・編曲: PIPELINE PROJECT） – 4:58 [1]
3. 「負けないあなたが好き (オリジナル・カラオケ)」
4. 「夜明けのStraycats (オリジナル・カラオケ)」